# Rami Machiavel (jeu de carte italien)
 (février 2021).
Si vous disposez d'ouvrages ou d'articles de référence ou si vous connaissez des sites web de qualité traitant du thème abordé ici, merci de compléter l'article en donnant les références utiles à sa vérifiabilité et en les liant à la section « Notes et références ».
 (février 2021).
Machiavel est un jeu de cartes italien créé par Gaia en 1871, dérivé du rami, qui se joue de deux à cinq joueurs. Il n'est pas considéré comme un jeu d'argent, mais comme un jeu de société.

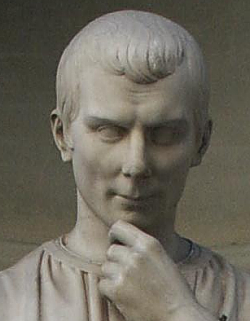
Statue de Nicolas Machiavel,par Lorenzo Bartolini (1845), piazzale des Offices, Florence, Italie.

Le jeu doit son nom au philosophe et théoricien politique italien Nicolas Machiavel.  

## La donne
Le Machiavel se joue avec un jeu de 52 cartes sans les jokers. 
Le donneur, choisi au hasard, distribue 15 cartes à chacun des joueurs dans le sens horaire. S'il y a plus de cinq joueurs, le donneur réduit ce nombre, jusqu'à un minimum de trois cartes. Les cartes restantes sont placées au centre de la table pour former une pioche. 

### Version avec «Les aides»
Deux jeux de 52 cartes sans jokers sont mélangés. Le donneur distribue six cartes à chaque joueur dans le sens horaire, puis place quatre cartes faces visibles au centre de la table. Ces cartes ne peuvent être prises que pour poser une figure. Ce sont « les aides ». 

### But du jeu
Le gagnant est le joueur qui parvient à déposer toutes les cartes de sa main sur la table. 

### Début de partie
Le joueur à la gauche du donneur est le premier à jouer. La partie continue dans le sens des aiguilles d'une montre. 
Le marchand, choisi au hasard parmi les joueurs, distribue dans le sens antihoraire des cartes 9 à tête, une par une. Une variante des cartes à distribuer est 5, 7, 11, 13 ou 15 par joueur. 
Après la distribution, le concessionnaire doit déposer la plate-forme restante (talon) au centre de la table, et non la carte du dessus. Selon une variante, il est possible de mettre quatre cartes sur la table au début du jeu pour aider la formation des premiers escaliers.

### Actions du joueur
Le joueur peut choisir de déposer sur la table une ou plusieurs combinaisons de cartes valides, ou piocher une carte à partir du pont s'il peut faire des combinaisons.
Si la main précédente, après avoir déposé sur la table une ou plusieurs combinaisons, est prise, elle ne peut être lue à moins d'être combinée avec des cartes qui ont maintenant été déposées par d'autres joueurs. Si le joueur pioche une carte de la plate-forme, il n'est pas en mesure de déposer les combinaisons qui n'ont pas été jouées le tour suivant.
Une fois le pari exécuté, la main doit être déplacée au joueur suivant. Lorsque la main est tirée d'un côté papier du talon, le joueur doit passer sans déposer les cartes sur la table.

### Spécialités du jeu
Le jeu Machiavel consiste à être en mesure de modifier les combinaisons de cartes sur la table. Le joueur actif peut modifier à volonté les combinaisons sur la table afin de trouver les solutions les plus favorables pour le stockage d'une ou plusieurs cartes dans sa main.
Le joueur qui effectue de nouvelles combinaisons doit créer nécessairement des combinaisons valides et ne peut pas affecter les documents déjà déposés sur la table.
Les jokers sont des cartes spéciales. Une fois que le farceur est sur le terrain, il ne peut pas être retiré jusqu'à ce qu'un joueur puisse le remplacer par la carte correspondant à la carte sauvage qui doit nécessairement appartenir au joueur. Une variante du jeu exclut cette carte.
Dans une autre variante appelée « Sirenella », des cartes mobiles correspondante au caractère générique peuvent également être remplacées par une carte ne correspondant pas au caractère générique.

### Exemples
Exemple 1 : Il y a trois tris, l'un du roi (K), une reine (Q) et l'un des valets (J) tous formés par les signes cœurs, trèfles et carreaux.
1. K ♥ K ♣ K ♦
2. Q ♥ Q ♣ Q ♦
3. J ♥ J ♣ J ♦

Exemple 2 : Le joueur actif veut déposer sur la table A ♣, il peut changer les combinaisons sur la table pour former trois échelles : un cœur, un carreau et un trèfle.
1. J ♥ Q ♥ K ♥
2. J ♦ Q ♦ K ♦
3. J ♣ Q ♣ K ♣

Exemple 3 : Le joueur peut ajouter son A ♣.
1. J ♥ Q ♥ K ♥
2. J ♦ Q ♦ K ♦
3. J ♣ Q ♣ K ♣ A ♣

Le mouvement est correct, car il peut créer de nouvelles combinaisons, toutes valides.
Exemple 4 : Il y a trois 10 et valets à base de cœurs, carreaux et piques et un trio de reines fait à partir de cœurs, carreaux et trèfles.
1. 10 ♥ 10 ♠ 10 ♦
2. J ♥ J ♠ J ♦
3. Q ♥ Q ♣ Q ♦

Exemple 5 : Le joueur actif veut essayer de jouer sur une table 9 ♠ de sa main. Les tentatives de changer les cartes sur la table en créant une échelle cœurs, un carreaux et piques.
1. 10 ♥ J ♥ Q ♥
2. 10 ♦ J ♦ Q ♦
3. 9 ♠ 10 ♠ J ♠
4. Q ♣  Ce jeu n'est pas valide car il fait un Q ♣ qui ne peut être associé à une combinaison valide sur la table. Le joueur peut utiliser le papier avancé pour créer une nouvelle combinaison avec les cartes de sa main sinon il est obligé de restaurer les combinaisons avant la modification. Si le joueur possède, parmi les papiers à la main, un Q ♦ et Q ♠, il peut décider d'attaquer Q ♠ l'échelle de la même couleur présente sur la table, ou l'utiliser pour créer un tris reines. Le résultat final étant le suivant:
5. 10 ♥ J ♥ Q ♥
6. 10 ♦ J ♦ Q ♦
7. 9 ♠ 10 ♠ J ♠
8. Q ♣ Q ♦ Q ♠

Toutes les combinaisons qui peuvent être réalisées doivent être obligatoirement faites pendant le tour, il est donc impossible d'éviter de mettre les cartes qui forment une combinaison dans le jeu ou combinées à celles sur la table. Cependant, il peut arriver qu'un joueur ne sache pas qu'il est en mesure de combiner une ou plusieurs cartes, dans ce cas, une fois son tour arrivé, il ne pourra pas les jouer à moins que d'autres joueurs aient quant à eux créé de nouvelles combinaisons de cartes sur la table ; il piochera une carte du talon, il sera en mesure de les jouer seulement à la ronde suivante.

### Récupération combiné
Si un joueur ne parvient pas à revenir aux combinaisons d'avant son jeu après avoir réalisé l'impossibilité de ses modifications aux combinaisons de cartes sur la table, il doit tirer trois cartes de la plate-forme. Les autres joueurs les fourniront pour essayer de rétablir le jeu à son tour. Les papiers laissés sur la table seront ensuite inversés par l'autre joueur. Cela se joue avec des cartes sauvages, elles doivent être remplacées par le papier, à qui l'a mis sur la carte, mais une fois que les trois d'une sorte ou d'échelle ont été placées ailleurs, elles prennent une nouvelle valeur déterminée par le joueur qui effectue le déplacement.
Certaines variantes du jeu prévoient que les cartes combinées ne fassent pas partie de la plate-forme dans la main, ce qui augmente le nombre et la valeur.

## Règles
Les joueurs doivent choisir à leur tour une action entre placer une combinaison de cartes sur la table, compléter d'une ou plusieurs cartes les combinaisons de cartes présentes sur la table, ou piocher une carte du jeu.
Les combinaisons valides sont le Brelan (trois cartes de même rang ; il peut être complété en carré — ex. : 7♥ 7♦ 7♠), le Carré (quatre cartes de même rang ; il ne peut pas être complété — ex. : 3♥ 3♦ 3♠ 3♣) et la Suite (trois cartes consécutives dans la même couleur ; elle peut être complétée de l'as (A) jusqu'au roi (Q) — ex. :: 3♣ 4♣ 5♣).
Quand il complète, le joueur peut réorganiser les combinaisons déjà présentes afin d'en créer de nouvelles qui faciliteront la pose d'une ou plusieurs cartes de sa main. Toutes les nouvelles combinaisons doivent être valides et les joueurs ne peuvent retirer aucune carte déjà sur la table. Une fois son tour fini, c'est au joueur suivant de poser au moins une carte ou de piocher. 
Si un joueur réorganise les cartes sur la table, puis se rend compte que son jeu prévu laissera des combinaisons invalides, il doit retourner toutes les cartes dans les groupes dans lesquels il était avant de commencer son tour. S'il n'est pas en mesure de le faire, il doit piocher trois cartes. Les autres joueurs essaieront alors de restaurer les cartes dans leurs groupes appropriés. Toutes les cartes invalides laissées sur la table seront ensuite incorporées dans des groupes valides par d'autres joueurs.
Un joueur qui pioche termine immédiatement son tour.
Le premier joueur qui se défait de toutes les cartes de sa main gagne la partie.

## Particularités par rapport au rami
Au rami, il est demandé de terminer son tour de jeu par la défausse d'une carte. Il n'y a pas de défausse dans le Machiavel. 
Au rami, les jokers sont utilisés alors qu'ils sont retirés du jeu dans le Machiavel. 
Au rami, la première pose doit contenir au moins 51 points et une tierce franche. Cela n'est pas requis dans le Machiavel.